# Дідо Сотіріу
Дідо Сотіріу (грец. Διδώ Σωτηρίου, 18 лютого 1909, Айдин — 23 вересня 2004, Афіни) — грецька письменниця 20 століття, творчість якої здебільшого присвячена подіям «малоазійської катастрофи».

## Біографія
Дідо Сотіріу народилася у місті Айдин, що у Малій Азії, у в грецькій родині. 1919 року родина переїхала до Ізміру. Проте після так званої, «малоазійської катастрофи» сім'я була змушена тікати до Пірею, а згодом оселилась в Афінах, де Дідо провела решту життя.
Освіту Дідо здобула в університеті Сорбонни. У 1936 р. почала працювати журналістом, у 1944 р. стала головним редактором газети грец. Ριζοσπάστης. Під час подорожі до Парижу, Дідо познайомилась з багатьма письменниками та потоваришувала з Луї Арагоном. Повернувшись до Греції, вона почала писати про ті події, які пережила сама після завершення Греко-турецької війни 1919—1922 та примусового обміну населення між Грецією та Туреччиною.
1959 р. вийшов її перший роман, а 1962 р. було опубліковано роман «Ματωμένα χώματα» (Закривавлені землі), який став її найгучнішим успіхом і був виданий по всьому світу загальним тиражем 250 тис. екземплярів. Після громадянської війни Дідо Сотіріу продовжувала працювати шеф-редактором жіночого журналу, при цьому писала зовнішньополітичні огляди для багатьох грецьких видань.
За роки активної творчості Дідо отримала кілька національних премій у галузі літератури та журналістики, а 2001 року Спілка грецьких письменників заснувала премію на честь Дідо Сотіріу. Нею нагороджуються як вітчизняні, так і закордонні автори, що пишуть про культурні зв'язки між народами на основі культурної багатоманітності.
Померла письменниця у віці 95 років від пневмонії. У своєму посланні прем'єр-міністр Греції Костас Караманліс зауважив:
|  | Дідо Сотіріу, одна з найвизначніших письменниць нашої епохи, писала про те, як жила зі скромністю, з величезною суспільною свідомістю. У своєму неповторному стилі вона завжди з гуманізмом зачіпала найскладніші сторінки сучасної грецької історії... |

## Основні твори
- Οι νεκροί περιμένουν (1959)
- Ηλέκτρα (1961)
- Ματωμένα χώματα (1962)
- Η Μικρασιάτικη Καταστροφή και η στρατηγική του ιμπεριαλισμού στην Ανατολική Μεσόγειο(1975)
- Εντολή (1976)
- Μέσα στις φλόγες (1978)
- Επισκέπτες (1979)
- Κατεδαφιζόμεθα (1982)
- Θέατρο (1995)